# Molí del Mas Carbonell
El Molí del Mas Carbonell és una obra d'Agullana (Alt Empordà) inclosa a l'Inventari del Patrimoni Arquitectònic de Catalunya.

## Descripció
Edifici de planta quadrada situat a pocs metres de l'Estrada. És un edifici amb paredat de pedres sense escairar i amb coberta a dues vessants. Les obertures que es conserven són carruades, i ens permeten veure l'interior amb volta encanyissada. Dels elements propis del molí en conservem ben poca cosa. Es pot veure, encara ben conservat, el carcabà per on circulava l'aigua, amb una volta feta amb carreus; no es conserva la maquinària del molí. La bassa a on es recollia tota l'aigua, es troba coberta per vegetació, fet que no permet veure el seu estat real.